# Biesdorf-Süd
Biesdorf-Süd – stacja metra w Berlinie, w dzielnicy Biesdorf, w okręgu administracyjnym Marzahn-Hellersdorf na linii U5. Stacja została otwarta w 1988.